# Horný Tisovník
Horný Tisovník é um município da Eslováquia, situado no distrito de Detva, na região de Banská Bystrica. Tem 32,16 km² de área e sua população em 2018 foi estimada em 175 habitantes.

## Demografia
| Ano:        | 1994 | 2004    | 2014    | 2024  |
| ----------- | ---- | ------- | ------- | ----- |
| Broj ljudi: | 325  | 243     | 200     | 189   |
| Razlika:    |      | -25,23% | -17,69% | -5,5% |

| Ano:               | 2023 | 2024   |
| ------------------ | ---- | ------ |
| Número de pessoas: | 186  | 189    |
| Diferença:         |      | +1,61% |